# Omega Diatribe
Omega Diatribe es una banda de groove metal de Hungría.

## Biografía
La banda Omega Diatribe se forma en 2008 alrededor del guitarrista Gergő Hájer (ex SyCo I) y del bajista Ákos Szathmáry (ex Syco I). Tocaban con uno de sus amigos, Jeromos Nagy, el batería de la época que deja la banda en 2010 y un nuevo batería se une a la banda, Dávid Metzger (del grupo Horda). Junto a él llega un segundo guitarrista, Attila Császár, del grupo Stopyt y posteriormente Gergely Komáromi que se une a la banda como cantante en 2011. Sacan su primera demo a finales de 2012, que incluye tres piezas y su primer álbum, IAPETUS, el 21 de octubre de 2013. El álbum fue mezclado y masterizado por el guitarrista de la banda, Gergő Hájer, cuya portada fue diseñada por Dávid Metzger. Después del lanzamiento de este álbum, el grupo despierta el interés de todo el mundo alcanzando la segunda plaza del "mejor álbum debutante del año" por el jurado húngaro HangSúly. La banda se separa de su batería Dávid Metzger.
El 16 de junio de 2014, Omega Diatriba publica una nueva obra llamada "Hydrozoan Periods", en colaboración con el batería estadounidense Kevin Talley. Lanzan su nuevo EP, Abstract Ritual, el 26 de febrero de 2015, de nuevo con Kevin Talley a la batería. La última incorporación, Tommy Kiss, se une a la banda a principios de 2015.

## Miembros
- Gergely Komáromi — Vocales (2011-)
- Gergő Hájer — Guitarra (2008-)
- Attila Császár — Guitarra (2010-)
- Ákos Szathmáry — Bajo (2008-)
- Tommy Kiss — Batería (2014-)

## Discografía
Álbumes de estudio
- Iapetus (2013)

Demos
- Forty Minutes (2012)

EP
- Abstract Ritual (2015)